# Antonio Martins de Chaves

Kardinalswappen von Antonio Martins de Chaves (modernes Schema)

Dom Antonio Martins Kardinal de Chaves, auch manchmal Antão  (* um 1390 in Chaves, Portugal; † 11. Juli 1447 in Rom, Italien) war ein portugiesischer Geistlicher und Diplomat. Er war Bischof von Porto und Kardinal.

## Leben und Wirken

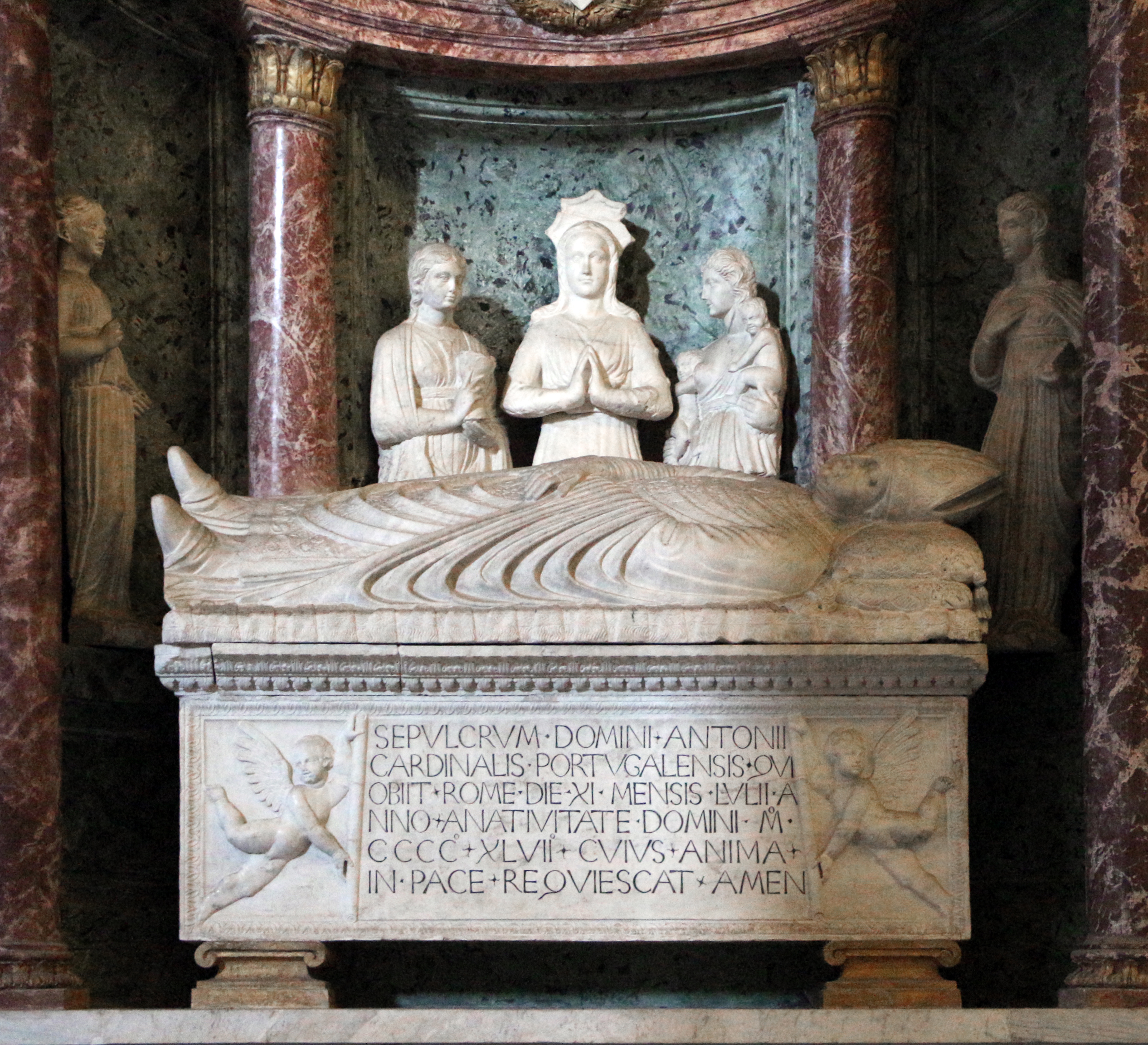
Grabmal des Kardinals in der Lateranbasilika von Isaia da Pisa (1447)

Antonio Martins de Chaves wurde in Chaves geboren und war Prälat in Porto, wo er auch von 1424 bis 1447 als Bischof amtierte. Dann folgte eine Berufung zum Kanoniker an die Kathedrale von Lissabon sowie später als Dekan in Evora. 1436 war er auf Geheiß der portugiesischen Krone Portugals Teilnehmer am Konzil von Basel.
Als Diplomat wurde er von König Eduard von Portugal und Algarve zum byzantinischen Kaiser Konstantin XI. sowie zu Papst Eugen IV. gesandt. Dieser Papst war es auch, der ihn am 18. September 1439 zum Kardinalpriester ernannt. Von 1444 bis zu seinem Tod war er Erzpriester der Lateranbasilika in Rom.
Er kaufte am Campo Marzio in Rom ein Grundstück und gründete 1440 die Kirche und das Krankenhaus Sant’Antonio dei Portoghesi, das für portugiesische Pilger geschaffen wurde, die nach Rom kamen.
Kardinal Martins de Chaves starb am 11. Juli 1447 in Rom. Er wurde in der Lateranbasilika beigesetzt und erhielt dort auch sein Grabmal, das von Isaia da Pisa stammte. In Chaves ist eine Straße nach ihm benannt.